# Tommie Agee
Tommie Agee, né le 9 août 1942 et mort le 22 janvier 2001, est un joueur de baseball américain ayant évolué en ligue majeure au poste de joueur de champ centre. 
Il a notamment marqué l'histoire des Mets de New York pour ses deux exceptionnelles actions lors de la série mondiale de 1969, effectuées lors du troisième jeu de la série contre les Orioles de Baltimore.